# Björn Berglund
Björn Nils Johan Gustaf Berglund (født 16. oktober 1904, død 3. august 1968) var en svensk skuespiller og sanger. Han optrådte i over 75 film mellem 1929 og 1968. 
Berglund studerede på Dramatens elevskola fra 1925 til 1928. Blandt hans filmroller kan nævnes Hans livs match (1932), Pigen og hyacinten (1950) og Tre mand frem for en trold (1967).
Berglund ligger begravet på Örgryte nya kyrkogård. Han var gift med skuespillerinden Lisskulla Jobs (1906-1996).

## Udvalgt filmografi
- Sig det med toner (1929, ukrediteret)
- Hans livs match (1932)
- Konflikt (1937)
- To år i hver klasse (1938)
- Kun en husassistent (1939)
- Kan doktoren komme? (1942)
- En ugift mor (1944)
- Mit folk er ikke dit (1944)
- Tre sønner (1945)
- Gaden (1949, ukrediteret)
- Pigen og hyacinten (1950)
- Garnisonens gæve gutter (1950)
- Poker (1951)
- Møde med livet (1952)
- En tilfældig pige (1952, ukrediteret)
- Storbondens datter (1953, ukrediteret)
- Nattens børn (1956)
- Skyer over Hellesta (1956, ukrediteret)
- Drama i storskoven (1961)
- Træfrakken (1966)
- Tre mand frem for en trold (1967)